# Masirana
Masirana is een geslacht van spinnen uit de  familie van de Leptonetidae.

## Soorten
- Masirana abensis (Kobayashi, 1973)
- Masirana akahanei Komatsu, 1963
- Masirana akiyoshiensis (Oi, 1958)
  - Masirana akiyoshiensis imperatoria Komatsu, 1974
  - Masirana akiyoshiensis kagekiyoi Komatsu, 1974
  - Masirana akiyoshiensis primocreata Komatsu, 1974
- Masirana bandoi (Nishikawa, 1986)
- Masirana chibusana (Irie, 2000)
- Masirana cinevacea Kishida, 1942
- Masirana glabra (Komatsu, 1957)
- Masirana kawasawai (Komatsu, 1970)
- Masirana kinoshitai (Irie, 2000)
- Masirana kosodeensis Komatsu, 1963
- Masirana kuramotoi Komatsu, 1974
- Masirana kyokoae Yaginuma, 1972
- Masirana longimana Yaginuma, 1970
- Masirana longipalpis Komatsu, 1972
- Masirana mizonokuchiensis Irie & Ono, 2005
- Masirana nippara Komatsu, 1957
- Masirana silvicola (Kobayashi, 1973)
- Masirana taioensis Irie & Ono, 2005
- Masirana taraensis Irie & Ono, 2005